# Dario De Toffoli
Dario De Toffoli (Venezia, 4 gennaio 1953) è un autore di giochi, giornalista e scrittore italiano specializzato in giochi da tavolo, argomento su cui ha scritto circa cinquanta opere. È un giocatore pluripremiato in competizioni internazionali, in particolare alle Italian Series of Poker, in cui è il giocatore con il maggior numero di tornei a premio e di bracciali vinti, e alle Mind Sports Olympiad, in cui detiene il 5º posto nella classifica dei giocatori più premiati di tutti i tempi.

## Biografia
Dopo una iniziale carriera come chimico, si appassiona al mondo dei giochi, nel 1985 pubblica il suo primo libro (Giocare a Scarabeo, Sansoni Editore) e nel 1987 fonda a Venezia la società Studiogiochi, attraverso la quale si occupa di tutti gli aspetti agonistici, tecnici e culturali che circondano il gioco, inteso come giochi di tavoliere, di carte, logici, di parole e matematici.
Inizia ad instaurare collaborazioni redazionali, scrive articoli e libri sui giochi, ne crea di nuovi, organizza manifestazioni ludiche. Nel 1985, insieme a Dario Zaccariotto e Francesco Valente, dirige a Milano il 1° Campionato dei giochi di parole. Nel 1987 è tra i fondatori della Federazione Italiana Mah Jong. Dal 1989 al 2008, insieme a Dario Zaccariotto e in collaborazione con il Backgammon Club Venezia, organizza annualmente il torneo internazionale di backgammon Città di Venezia. Nel 1990 dà vita al Festival Italiano dei Giochi, che dirige fino al 2000. Nel 1991 Ravensburger pubblica in quattro diverse edizioni il suo primo gioco da tavolo, Vampiri in salsa rossa, ideato insieme ad Alex Randolph e Walter Obert. Nel 1992, in occasione del 3° Festival Italiano dei Giochi, è tra i fondatori del Cartello di Gradara, un consorzio fra tutte le associazioni che in Italia si occupano di Giochi e Giocatori
Nel 1992, insieme al socio Leo Colovini, istituisce il Premio Archimede, un concorso internazionale per giochi da tavolo inediti, inizialmente a cadenza annuale e dal 1996 a cadenza biennale. L’evento, dedicato ad Alex Randolph che ne è stato presidente per le prime sette edizioni, negli anni ha consentito a decine di autori emergenti di veder pubblicato il loro gioco.
Nell’estate del 1993 con studiogiochi organizza l’evento Casinò Giardino, un mese di giochi aperti a tutti nelle terrazze del Casinò Municipale del Lido di Venezia, evento che si è ripetuto per alcuni anni con grande affluenza di pubblico.
Nel 1993 insieme a Leo Colovini, Marco Maggi e Francesco Nepitello scrive Lex Arcana per la Dal Negro, un gioco di ruolo ambientato in un passato alternativo in cui l’impero romano non è mai caduto e i giocatori interpretano membri della Cohors Auxiliaria Arcana, un corpo speciale incaricato di scoprire e distruggere ogni minaccia occulta all’impero.
Insieme ad Alex Randolph e Leo Colovini, nel 1995 fonda Venice Connection, casa editrice che pubblica una trentina di giochi fino al 2009, anno in cui viene rilevata da Stupor Mundi. La società, che prende il nome dal primo gioco pubblicato, Venice Connection di Alex Randolph, ottiene nel 1999 il premio Gioco dell'Anno per l'intera attività editoriale. Nel 1996 entra a far parte di studiogiochi anche Dario Zaccariotto, che si occupa principalmente del settore enigmistica.
Interessandosi a svariate discipline ludiche, De Toffoli partecipa a numerose competizioni internazionali, guadagnando spesso ottime posizioni. La punta di diamante del suo palmarès è la doppia vittoria ai campionati del mondo Pentamind (combinata di cinque discipline ludiche di strategia) nel 2002 e nel 2012, nell’ambito delle Mind Sports Olympiad di Londra, a cui partecipa dal 1997, dove ha vinto anche otto volte il parallelo Senior Pentamind (competizione riservata agli over 60) e dove ha collezionato complessivamente 150 medaglie, occupando il 5° posto nella classifica dei giocatori più premiati di tutti i tempi.
Sul poker e le sue varianti ha scritto numerosi articoli e libri, tra cui il bestseller Il grande libro del Poker (Sperling & Kupfer, 2007), Superpoker (Sperling & Kupfer, 2012) e The Big Book of Poker (Watkins, 2018). Dal 2016 partecipa ai campionati ISOP - Italian Series of Poker, dove ha collezionato diverse vittorie e nel 2024 ha guadagnato il suo sesto bracciale.
L’impegno di De Toffoli è rivolto anche a contrastare l’azzardopatia. Scrive articoli, rilascia interviste e partecipa come relatore a convegni sull’argomento. Nel 2004 scrive il libro Il giocatore consapevole: giochi di casinò, d’azzardo, di denaro (Viterbo, Stampa Alternativa).
Nel 2007 è insignito del Premio Speciale alla Carriera PLdA (Personalità Ludica dell’Anno) per il suo impegno nella promozione e valorizzazione della cultura del gioco. Dal 2012 al 2020 De Toffoli tiene un blog sul Fatto Quotidiano.
Nel 2017 Lucca Comics & Games gli assegna il Premio Best of Show alla carriera. Partecipa alla Tavola Esagonale (evento scientifico-divulgativo tra giocatori, ricercatori, docenti e inventori di giochi) nell’ambito di “PLAY: Festival del Gioco” di Modena come relatore nel 2014, 2015, 2016, 2017, 2018, 2019.
Appassionato anche di calcolo mentale, ha istituito e organizzato dal 2017 il Campionato Italiano di Calcolo Mentale, disciplina sulla quale ha scritto anche il manuale Il grande libro del calcolo veloce e mentale (Mondadori, 2022).
Ha ideato, fondato e diretto dal 2017 al 2020, l’Archivio Italiano dei Giochi a Udine, un centro di documentazione per il recupero, la conservazione, lo studio, la ricerca e la valorizzazione del patrimonio culturale e sociale rappresentato dal gioco. Durante i quattro anni di incarico, ha organizzato decine di eventi e coordinato la classificazione di circa 5.000 titoli (tra giochi e libri), perfezionando i criteri tassonomici del sistema bibliotecario, rendendoli più appropriati alla classificazione di giochi.
Dal 2019 scrive articoli su Enigmistica 24, il supplemento di enigmistica del Sole 24 Ore. Sua la rubrica ambientale Antropocene, in cui tratta i problemi ambientali causati dall’uomo al pianeta.
Nel 2024 viene insignito del prestigioso Premio Giampaolo Dossena alla Cultura Ludica e del Premio Gradara Ludens.

## Opere

### Libri
- Giocare a Scarabeo, Firenze, Sansoni Editore, 1985.
- Giocare a Backgammon, Venezia, Arsenale Editrice, 1991. ISBN 88-7743-089-3
- Backgammon, Viterbo, Libripiù / Nuovi Equilibri, 1999. ISBN 88-87766-01-0
- Ero un Leoncino di Mompracem…, con Dario Zaccariotto, Viterbo, Libripiù / Nuovi Equilibri, 1999. ISBN 88-87766-02-9
- Nel mondo dei cruciverba, Viterbo, Nuovi Equilibri, 2000. ISBN 88-87766-05-3
- Scala quaranta, pinnacolo e dintorni, Viterbo, Nuovi Equilibri, 2000. ISBN 88-87766-06-1
- Dama, con Dario Zaccariotto, Viterbo, Nuovi Equilibri, 2000. ISBN 88-87766-08-8
- Pappadrillo, con Dario Zaccariotto, Viterbo, Stampa Alternativa / Nuovi Equilibri, 2000.
- Giocare con le parole, con Dario Zaccariotto, Michele Comerci e Claudio Borgnino, Brescia, Editrice La Scuola, 2000. ISBN 88-350-9750-9
- Backgammon, tutte le regole del gioco, Viterbo, Stampa Alternativa / Nuovi Equilibri, 2002. ISBN 88-7226-704-8
- Giocare e vincere a Poker, Viterbo, Stampa Alternativa / Nuovi Equilibri, 2002. ISBN 88-7226-716-1
- Giochi, Milano, Unicopli, 2003. ISBN 88-400-0914-0
- Il giocatore consapevole, Viterbo, Stampa Alternativa, 2004. ISBN 88-7226-824-9
- Cibo per la mente - vol. I, con Dario Zaccariotto, Viterbo, Stampa Alternativa, 2004. ISBN 88-7226-816-8
- Guida al poker - supplemento al n. 63 di GQ, Milano, Condé Nast, 2004.
- Cibo per la mente - vol. II, con Dario Zaccariotto, Viterbo, Stampa Alternativa, 2005. ISBN 88-7226-893-1
- Sfida al quadrato, con Dario Zaccariotto, Milano, Sperling & Kupfer, 2006. ISBN 88-7339-120-6
- Il grande libro del Poker, Milano, Sperling & Kupfer, 2007. ISBN 978-88-200-4616-3
- Cibo per la mente - Vol III, con Dario Zaccariotto e Michele Comerci, Viterbo, Stampa Alternativa, 2007. ISBN 88-7226-960-1
- Kafka e altri appassionanti giochi per la mente, con Dario Zaccariotto, Milano, Sperling & Kupfer, 2007. ISBN 978-88-7339-140-1
- Brainquiz, con Dario Zaccariotto e Leo Colovini, Milano, Sperling & Kupfer, 2008. ISBN 978-88-200-4550-0
- 1001 Giochi per tutti, con Dario Zaccariotto, Milano, Mondolibri, 2008.
- Il grande libro del Backgammon, Viterbo, Stampa Alternativa, 2008. ISBN 978-88-6222-035-4
- Il grande gioco del Poker - 4 volumi, supplementi al settimanale Panorama, Milano, Mondadori, 2008.
- Numeri, con Dario Zaccariotto e Margot De Rosa, Stampa Alternativa, Viterbo, 2008. ISBN 978-88-6222-052-1
- Enciclopedia dei giochi, revisione e aggiornamento del libro di Giampaolo Dossena, Milano, Mondadori, 2009. Edizione speciale per i periodici Mondadori.
- Giocare e vincere a poker online, con Max Pescatori, Milano, Sperling & Kupfer, 2009. ISBN 978-88-200-4760-3
- Il grande libro degli scacchi, con Leo Colovini, Milano, Sperling & Kupfer, 2009. ISBN 978-88-200-4794-8
- A scuola di Poker, con Max Pescatori e Giorgio Sigon, Milano, Sperling & Kupfer, 2010. ISBN 978-88-200-4890-7
- Il grande libro del Blackjack e dei giochi da casinò, con Margherita Bonaldi, Milano, Sperling & Kupfer, 2011. ISBN 978-88-200-5030-6
- Superpoker, Milano, Sperling & Kupfer, 2012. ISBN 978-88-200-5339-0
- Blackjack: A Champion’s Guide, con Margherita Bonaldi, Alresford (UK), Gaming Books, 2013. ISBN 978-1-78099-609-7
- Giochiamo a Burraco (ebook), Milano, Sperling & Kupfer, 2013. ISBN 978-88-733-9811-0
- Allena la tua mente, Milano, Cairo Ed., 2013. ISBN 978-88-6052-497-3
- Numeri, con Dario Zaccariotto e Silvia De Toffoli, Monza, Edizioni Koala, 2017. ISBN 978-88-94804-00-3
- 7 volumi della collana Sfide e giochi matematici, Milano, Hachette, 2017-2018. ISSN 2531-9086
- The Big Book of Poker, Londra, Watkins, 2018. ISBN 978-1-84899-251-1
- 100 Poker, Milano, Sperling & Kupfer, 2018. ISBN 978-88-200-6479-2
- Il grande libro del calcolo veloce e mentale, Milano, Mondadori, 2022. ISBN 978-88-918-3467-6
- Un’estate geniale, con Dario Zaccariotto, Milano, Il Sole 24 ORE, 2023. ISBN 9791254841587
- Allena-mente 2.0, Milano, Gribaudo, 2023. ISBN 978-88-580-5496-3

### Contributi
- Lo strano mondo di Aci Picchia, contributo al volume Scienza e Gioco, Firenze, Sansoni Editore, 1986, ISBN 88-383-0046-1
- Some examples of game classification: Notes for a taxonomy, contributo al volume Simulation-Gaming in Education and Training, Oxford, Pergamon Press, 1988.
- Machiavelli, con Francesco Valente e Sebastiano Izzo, Treviso, Dal Negro, 1989. Libretto incluso nella confezione del gioco.
- Enciclopedia Casamia - Tutto per la famiglia, stesura di alcune voci per il tempo libero nel Vol. VI, Roma, Edizioni Paoline, 1990.

### Giochi
- Jagd der Vampire[53] (con Alex Randolph e Walter Obert), Ravensburger, 1991
- Lex Arcana[54] (con Leo Colovini, Marco Maggi e Francesco Nepitello), Dal Negro, 1993
- Abaco zuzzurellone[55] (con Claudio Borgnino), Venice Connection, 1995
- I giochi della frutta (con Leo Colovini), Valvassori, 1996
- Adventure cards,[56] Venice Connection, 1998
- Dummy (con Leo Colovini), Dal Negro, 1998
- Theseus (con Leo Colovini), Venice Connection, 1998
- Buon compleanno!, Città del Sole, 1999
- Yummy[57] (con Leo Colovini), Ravensburger, 2000
- Ketch up[58] (con Leo Colovini), Piatnik, 2003
- Number One[59] (con Alex Randolph, Leo Colovini e Renato de Rosa), Mespi, 2004
- Challenge Sudoku[60] (con Dario Zaccariotto e Leo Colovini), Clementoni, 2005
- Sudoku[61] (con Dario Zaccariotto e Leo Colovini), Dal Negro, 2005
- Sudoku – edizione da viaggio[62] (con Dario Zaccariotto e Leo Colovini), Dal Negro, 2005
- Babar et le mistère des lettres perdues[63] (con Leo Colovini), Clementoni, 2006
- Kakuro Challenge[64] (con Leo Colovini e Dario Zaccariotto), 999 Games, 2006
- Nebraska[65] (con Leo Colovini), Dal Negro, 2006
- Mango Tango[66] (con Leo Colovini), Piatnik, 2006
- Happy Birthday!,[67] Piatnik, 2006
- Kakuro[68] (con Dario Zaccariotto e Leo Colovini), Dal Negro, 2006
- Challenge Sudoku – Kakuro Challenge[69] (con Dario Zaccariotto e Leo Colovini), Clementoni, 2006
- Kluges Köpfchen[70] (con Giuseppe Baù), Parker, 2007
- Totally Spies[71] (con Leo Colovini), Clementoni, 2007
- Joker Poker,[72] Piatnik, 2007
- Poker Cinese,[73] Dal Negro, 2007
- Trova le mine[74] (con Dario Zaccariotto e Leo Colovini), Clementoni, 2007
- Poker Carré[75] (con Giuseppe Baù), Winning Moves, 2011
- De Verkenners[76], (con Leo Colovini), Cartamundi, 2013
- Absacker[77] (con Leo Colovini), Amigo, 2014
- Sherlock, Lupin & io – Caccia al mistero[78] (con Leo Colovini), Piemme Edizioni, 2017
- Lex Arcana - seconda edizione[79] (con Francesco Nepitello, Leo Colovini e Marco Maggi), Quality Games, 2019

### Collaborazioni
- Presentazione della collana di libri sui giochi Homo Ludens, Chieti, Marino Solfanelli Editore, 1987.
- Prefazione a Othello - Reversi di François Pingaud, ediz. nella collana Homo Ludens, Chieti, Marino Solfanelli Editore, 1987.
- Prefazione a Il manuale dei giochi di tavoliere di Marino Carpignano, KDP, 2023.
- Prefazione al vol. 2 di Progettare giochi da tavolo (Le dimensioni dei giochi) di Enrico Feresin, KDP, 2023.

## Riconoscimenti
- Premio Speciale alla Carriera PLdA (Personalità Ludica dell’Anno) 2007[35]
- Best of Show alla carriera a Lucca Comics & Games 2017[37]
- Premio Giampaolo Dossena alla Cultura Ludica 2024[48][49]
- Premio Gradara Ludens 2024[50][51][52]

## Competizioni (migliori risultati)
- Giocatore dell’Anno in Italia nel 1994, 1998 e 2000
- Pentamind World Champion 2002 e 2012[25] nell’ambito delle Mind Sports Olympiad di Londra
- Senior Pentamind Champion 2016, 2017, 2018, 2019, 2022 Grand Prix, 2022, 2023, 2024
- Grandmaster di Acquire, Lost Cities, Rummikub, Senior Pentamind, Poker - 7 Card Stud, Triolet, Oware, Hare & Tortoise (World Championship), Mastermind (Olympiad Championship), Pentamind (World Championship), Continuo (World Championship), Poker Texas Hold’em (Pot Limit), Nubble (British Championship) alle Mind Sports Olympiad[26]
- 2° allo European Boardgame Championship di Essen 1997
- Vincitore di 6 bracciali alle Italian Series of Poker di Nova Gorica: - Hold’em Italian Championship (Pro) 2016 - Hold’em Italian Championship (Senior) 2016 - Hold’em Italian Championship (Pro) 2017 - Omaha Hi-Lo Italian Championship 2021 - Freezeout Italian Championship 2022 - Omaha Hi-Lo Italian Championship 2024
- Vincitore Torneo H.O.R.S.E. al The Festival Series di Bratislava 2023[80]